# Ulmens Auftrag
Ulmens Auftrag ist eine deutschsprachige Comedy-Fernsehserie.

## Inhalt
Die Serie wurde ab Mai 2004 auf MTV Germany im Rahmen der am Nachmittag ausgestrahlten Sendung Select MTV zu verschiedenen Sendezeiten ausgestrahlt und etliche Male wiederholt. Regie führte Robin Polák. Die Folgen führten Christian Ulmen an die unterschiedlichsten und ungewöhnlichsten Schauplätze.
Unterstützt wurde Ulmen von Nora Tschirner.

## Ausstrahlung
Ab dem 14. Januar 2006 wurde die neue Staffel, deren Folgenlänge 30 Minuten betrug, samstags 22.30 Uhr und sonntags 21.30 Uhr ausgestrahlt.

## Presse
„Trotz aller Gemeinheiten ist Ulmen dabei nie so niveaulos-plump wie die Oli Pochers dieser Welt mit ihren billigen Zoten. ‚Ulmens Auftrag‘ ist sicher nicht jedermanns Sache, aber bei MTV gut aufgehoben, zumal sich wohl kaum ein anderer Sender trauen würde, einfach so 22 Minuten Sendezeit zu verschenken.“